# Prowincja Khánh Hòa
Khánh Hòa wymowaⓘ – prowincja Wietnamu, znajdująca się we wschodniej części kraju, w Regionie Wybrzeża Południowo-Środkowego.

## Podział administracyjny
W skład prowincji Khánh Hòa wchodzi siedem dystryktów oraz dwa miasta.
- Miasta:

1. Cam Ranh
2. Nha Trang

- Dystrykty:

1. Cam Lâm
2. Diên Khánh
3. Khánh Sơn
4. Khánh Vĩnh
5. Ninh Hòa
6. Trường Sa
7. Vạn Ninh